# 1904년 하계 올림픽 다이빙
1900년 하계 올림픽 다이빙은 미국 세인트루이스에서 개최된 1900년 하계 올림픽의 경기 종목이다. 2개국에서 10명의 선수가 참가하였으며, 2개의 세부 종목으로 진행되었다.

## 경기장
1904년 하계 올림픽 다이빙 경기는 개최 도시인 세인트루이스에 있는 포레스트 파크에서 경기가 열렸다.
| 도시         | 경기장        | 원어명      | 비고    |
| ------------ | ------------- | ----------- | ------- |
| 세인트루이스 | 포레스트 파크 | Forest Park | 전 경기 |

## 참가국
다이빙 종목은 2개국에서 10명의 선수가 참가하였다.
| - 독일 (3명) | - 미국 (7명) |

## 메달 집계

### 최종 순위
| 순위 | 국가 | 금메달 | 은메달 | 동메달 | 합계 |
| ---- | ---- | ------ | ------ | ------ | ---- |
| 1    | 미국 | 2      | 1      | 2      | 5    |
| 2    | 독일 | 0      | 1      | 1      | 2    |
| 합계 | 합계 | 2      | 2      | 3      | 7    |

### 메달리스트
| 종목            | 금                 | 은                     | 동                           |
| --------------- | ------------------ | ---------------------- | ---------------------------- |
| 플랫폼 자세히   | 조지 셸던 · 미국   | 게오르크 호프만 · 독일 | 알프레트 바온슈베이거 · 독일 |
| 플랫폼 자세히   | 조지 셸던 · 미국   | 게오르크 호프만 · 독일 | 프랭크 케호 · 미국           |
| 멀리뛰기 자세히 | 윌리엄 딕키 · 미국 | 에저 애덤스 · 미국     | 레오 조셉 굿윈 · 미국        |

## 참고 자료
- 국제 올림픽 위원회 - 1904년 하계 올림픽 다이빙 경기 결과 (영어)
- (영어) George Seymour Lyon - Olympic Individual gold medal winner 1904
- (폴란드어) Pawel, Wudarski (1999). “Wyniki Igrzysk Olimpijskich”. 2008년 10월 14일에 원본 문서에서 보존된 문서. 2006년 12월 17일에 확인함.

| 올림픽 다이빙 |                                             |             |
|               | 1904년 하계 올림픽 다이빙 세인트루이스 1904 | 다음 대회   |
|               | 1904년 하계 올림픽 다이빙 세인트루이스 1904 | 아테네 1906 |